# معركة شرق الأردن الثانية
معركة شرق الأردن الثانية ويُسميها البعض بمعركة الأردن الثانية بين قوات دول المركز (المدافعين) وقوات الحلفاء (المهاجمين)، ووقعت في شرق نهر الأردن ما بين 30 أبريل و 4 مايو 1918 بعد نجاح العثمانيين بهزيمة القوات البريطانيّة في معركة شرق الأردن الأولى في بداية شهر أبريل من نفس العام خلال حملة سيناء وفلسطين في الحرب العالمية الأولى.
كانت هذه المعركة جزءاً من حملة سيناء وفلسطين البريطانية التي أنتهت بهدنة مودروس التي نصت، مما نصت عليه، باستسلام القوات العثمانية في الولايات العربية (اليمن ، العراق ، سوريا ، الحجاز)، وتبعت تلك الهدنة معاهدة سيفر التي قسمت بلاد الشام بين الإنجليز والفرنسيين مما مهد لإنشاء دول سورية والأردن ولبنان
.